# 亞羅韋 (科諾托普區)
51°31′14″N 33°34′1″E / 51.52056°N 33.56694°E
亞羅韋（烏克蘭語：Ярове）是位於烏克蘭東北部的村莊，由蘇梅州科諾托普區的克羅萊韋茨市鎮負責管轄。該村分別距離普羅赫雷斯2.5公里和克羅列韋茨17公里，海拔高度163米，2001年人口486。